# Futureal
Singles de Iron Maiden
The Angel and the Gambler The Wicker Man
Futureal est un single du groupe de heavy metal britannique Iron Maiden.

## Pistes
1. Futureal – 2:59
2. Man on the Edge (live) – 4:25
3. The Evil that Men Do (live) – 4:10

- The Angel and the Gambler (vidéo)

## Crédits
- Blaze Bayley – chant
- Dave Murray – guitare
- Janick Gers – guitare
- Steve Harris – basse
- Nicko McBrain – batterie